# Ansamblul Glogoveanu
Ansamblul Glogoveanu este un ansamblu de monumente istorice aflat pe teritoriul satului Glogova, comuna Glogova. În Repertoriul Arheologic Național, monumentul apare cu codul 80409.01.

Ansamblul este format din trei monumente:
- Casa Glogoveanu (cod LMI GJ-II-m-A-09306.01)
- Biserica „Sf. Nicolae” (cod LMI GJ-II-m-A-09306.02)
- Zid de incintă (cod LMI GJ-II-m-A-09306.03)